# Kernkraftwerk Brennilis

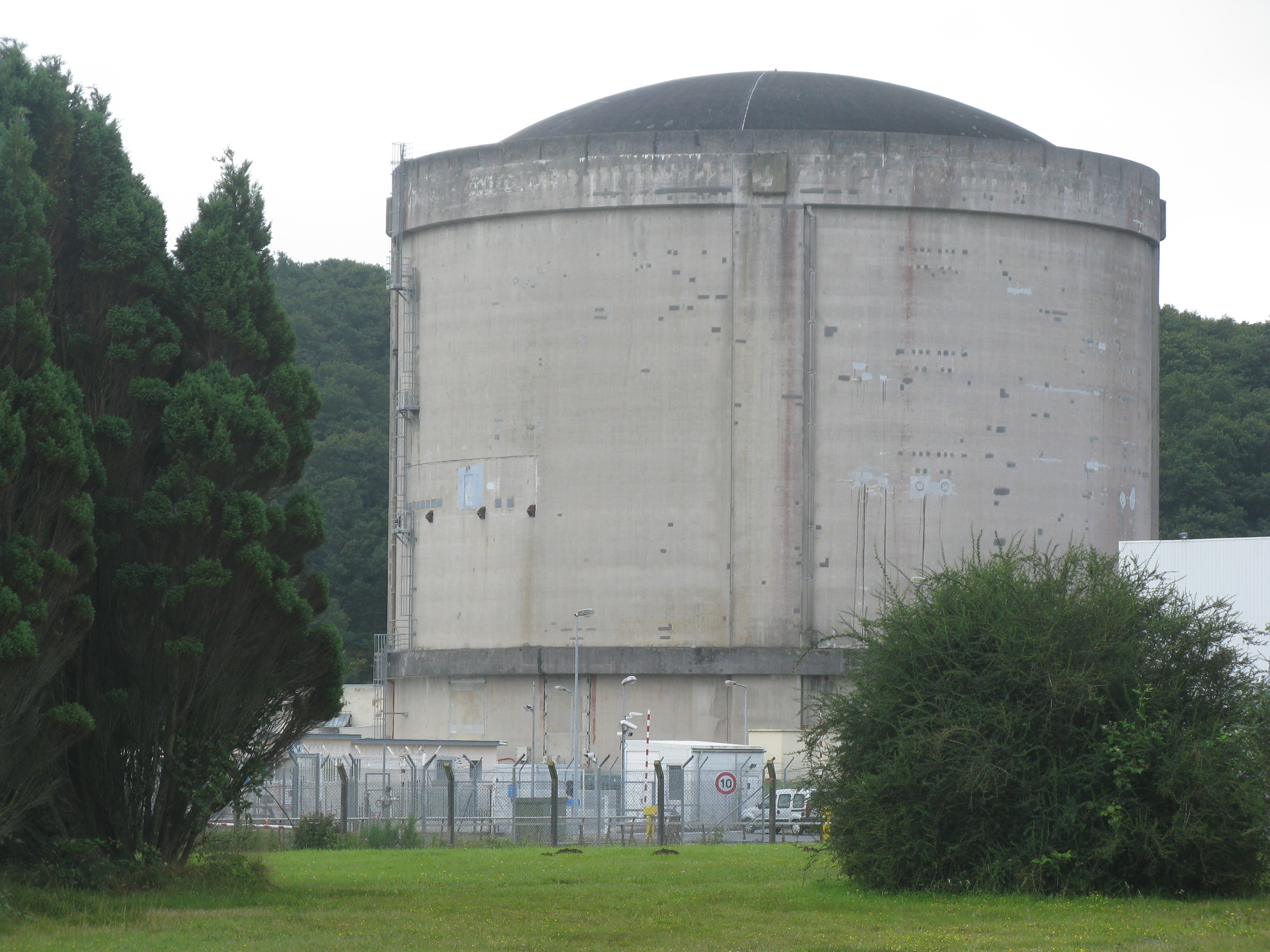
Das Reaktorgebäude

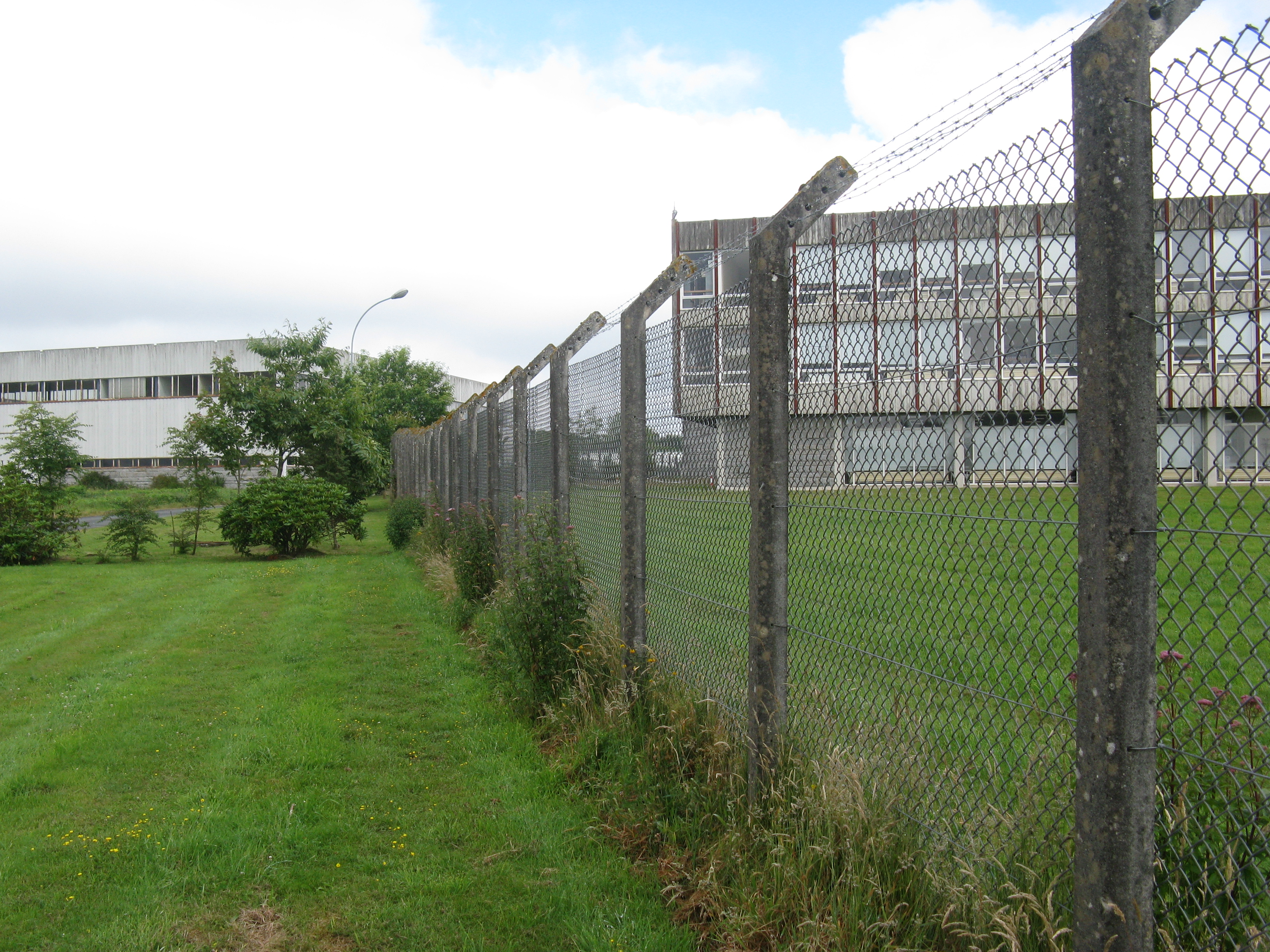
Außenansicht Einfriedung Kernkraftwerk 2008

Das Kernkraftwerk Brennilis (oder EL – 4 (Monts d’Arrée), nach der Region benannt) liegt in der Region Bretagne im Département Finistère. Der mit schwerem Wasser moderierte und gasgekühlte Reaktor war von 1967 bis 1985 in Betrieb. Der Baubeginn des Kraftwerks mit einer Leistung von 70 MW war 1962. Die Betriebsdauer der Anlage im Wirkbetrieb belief sich auf 96.000 h. Es wurde elektrische Energie von 6,32 TWh ins Netz eingespeist. Die mittlere Verfügbarkeit über den Betriebszeitraum betrug ca. 71 %. Seit 1997 befindet sich die Anlage im Rückbau. Ein voraussichtlicher Abschluss wird für 2025 erwartet.

## Geschichte
Das Kernkraftwerk wurde vom französischen Energieversorger Électricité de France (EDF) gebaut und betrieben. Der für das Kühlwasser sorgende Fluss Ellez wurde extra für das Kraftwerk aufgestaut. Es entstand das „Réservoir de Saint-Michel“ (auch „Lac de Saint-Michel“). Der Baubeginn für den Reaktorblock war am 1. Juli 1962, er ging am 9. Juli 1967 in Betrieb. Am 31. Juli 1985 wurde er stillgelegt.

## Kraftwerkstyp
Das Kernkraftwerk war ein mit Schwerwasser moderierter und mit CO2 gekühlter Natururan-Versuchsreaktor (englisch: Heavy Water moderated Gas Cooled Reactor; HWGCR). Die Nettoleistung lag bei 70 Megawatt (MW) und die Bruttoleistung bei 75 MW. Die thermische Leistung betrug 250 MW.
Als Brennstoff dienten UO2-Pellets. Diese waren in Rohren aus CuZr mit 0,7 mm Wandstärke in Bündeln zu je 19 Rohren zusammengefasst. Insgesamt gab es 1944 dieser Brennstoffbündel. Zur Steuerung hatte der Reaktor Steuerstäbe aus Borcarbid (B4C), zwölf für die Grobsteuerung, vier für die Feinsteuerung und neun Sicherheitsstäbe.

## Zwischenfälle
Im Betrieb gab es jährlich zwei bis fünf gemeldete Zwischenfälle der Stufen 0 bis 1 und immer ohne nukleares Risiko. Messungen des Labors CRIIRAD auf Anforderung von Atomkraftgegnern bringen im Jahr 2006, also während der laufenden Abbrucharbeiten, überhöhte Radioaktivität im Umfeld des ehemaligen Reaktors zu Tage. Auf Grund der Zusammensetzung und Fundstellen der Isotopen lässt das nur den Schluss zu, dass es während des Betriebes mindestens einen radioaktiven Störfall gegeben haben muss. Die ebenfalls gefundenen Isotope mit kurzer Halbwertszeit müssen aus den Abbrucharbeiten stammen. Also ist auch hier Nachbesserung zum Schutz der Umwelt gefordert.

1975 gab es einen Angriff mit zwei Bomben durch Mitglieder der Bretonischen Befreiungsfront, die damit versuchten den französischen Staat zu erpressen. Das Ergebnis des Angriffs war lediglich eine Betriebsunterbrechung aus Sicherheitsgründen.

## Ende der Nutzung
Nach der endgültigen Abschaltung Ende Juli 1985 wurde der Rückbau geplant. Wie bei den meisten Reaktoren der ersten Generation, wurde bei der Errichtung kein besonderes Augenmerk auf möglichst einfachen Rückbau gelegt. So ist es in Brennilis problematisch, den Reaktordruckbehälter zu öffnen, um den Kern zu entsorgen, weil auf Grund der Bauweise rundherum ein komplexes System von Rohrleitungen den einfachen Zugriff unmöglich macht. Sieben Jahre nach Abschaltung des Reaktors wurden im Jahr 1992 die Brennelemente und das Schwerwasser aus der Anlage entfernt. Der Reaktor ist 20 Jahre nach Ablassen des Schwerwassers zwar vollständig trocken aber die hohe Dosisrate von 70 Sv/h (7 × 106 mrem/h) innerhalb des Druckbehälters lässt eine manuelle Arbeit nicht zu. Alle Arbeiten müssen mit ferngesteuerten Industrierobotern ausgeführt werden, die es in der Vielzahl noch zu entwickeln und zu erproben galt.

### Rückbau
Die ersten Abbrucharbeiten begannen Mitte der 1997er und endeten vorerst im Jahr 2007. Sie umfassten den Abbruch der nicht nuklearen Gebäude, Entfernung von elektrischen Anlagen, Entsorgung von Teilen der CO2-Kühlanlage und der Schwerwasseranlagen.

#### Hindernisse
Im Jahr 2007 gab es eine Unterbrechung der Arbeiten durch eine Entscheidung des französischen Staatsrats (Conseil d’État), in dem die Abbruchslizenz widerrufen wurde. Der Widerruf hatte seine Ursache in dem Umstand, dass ein Gutachten in Absprache mit dem Eigentümer und Betreiber des Reaktors, EDF, erst nach der Erteilung der Lizenz öffentlich gemacht wurde. Ein neues Gutachten von 2007, veranlasst durch Atomkraftgegner, lässt außerdem den Verdacht aufkommen, dass bei den Abbrucharbeiten Radioaktivität in die Umgebung entweichen konnte.

#### Wiederaufnahme der Arbeiten
Eine Neuerteilung einer Lizenz wurde erst 2011 unter verschärften Auflagen vorgenommen. Bis zu diesem Zeitraum ruhten alle Abbrucharbeiten am Reaktor. Trotz dieser Verzögerung und noch fehlender Genehmigung der ASN (Autorité de sûreté nucléaire) für den Totalabbau gehen die Verantwortlichen bei EDF im Jahr 2013 von einem vollständigen Rückbau bis 2025 aus. Selbst die Tatsache, dass mit dem Reaktordruckbehälter noch 96 % der radioaktiv verseuchten Teile abgebaut werden müssen, stört bei diesem ehrgeizigen Zeitplan ebenso wenig wie die Tatsache, dass von staatlicher Seite nur eine Teilgenehmigung für den Rückbau vorliegt. Seit dem Jahr 2012 mehren sich die Forderungen, die Demontage des Atommeilers zu beenden, weil eine radioaktive Verseuchung der Umgebung befürchtet wird. Schließlich liegt der Atommeiler mitten in einem Naturschutz- und Erholungsgebiet und die Genehmigung für den vollständigen Abbruch fehlt noch immer.

#### Neue Vorgaben
Die zuständige ASN verwehrte noch Ende 2017 die Zusage aus mehreren Gründen: Es gibt kein Endlager für die anfallenden Mengen an radioaktivem Material und es wurde festgestellt, dass Abfallmengen durch fehlende Kompetenz falsch deklariert und falsch verpackt wurden. Bei erneuten Inspektionen der Anlage im November 2017 und März 2018 durch Inspekteure der ASN konnten laut Betreiber keine Unzulänglichkeiten mehr festgestellt werden.

#### Ende in Sicht
Ende Juli 2018 hat die EDF ein detailliertes Papier über das Vorgehen beim vollständigen Abbruch der Anlage vorgelegt. Darin wird auf die Forderungen der ASN eingegangen, speziell was den Abbruch des eigentlichen Reaktorgebäudes angeht, zumal zu dieser Zeit das Gelände um den ehemaligen Meiler bereits anderweitig genutzt werden soll.
Im Januar 2020 ist festgestellt, dass der vollständige Rückbau durchgeführt wird und voraussichtlich bis zum Jahr 2038 dauern wird. Der Grund dafür ist darin zu sehen, dass nun konform mit bestehenden Vorschriften schrittweises Vorgehen mit Überprüfung jeden Schrittes vorgesehen ist. So soll das „Unvorhergesehene“ in jedem Fall vermieden werden.

### Kosten des Rückbaus
Für die Kosten der kompletten Demontage des Kraftwerkes waren 2008 482 Millionen Euro verbraucht. Damit waren die Kosten bereits fünfmal so hoch wie die erste Prognose. 
Aktuell (Ende 2018) geht man von Gesamtkosten in Höhe von rund 700 Millionen Euro aus.

## Daten des Reaktors
Das Kernkraftwerk Brennilis hat einen Block:
| Reaktorblock | Reaktortyp | Netto- leistung | Brutto- leistung | Baubeginn  | Netzsyn- chronisation | Kommer- zieller Betrieb | Abschal- tung |
| ------------ | ---------- | --------------- | ---------------- | ---------- | --------------------- | ----------------------- | ------------- |
| Brennilis    | HWGCR      | 70 MW           | 75 MW            | 01.07.1962 | 09.07.1967            | 01.06.1968              | 31.07.1985    |